# ناحیه العبادیه
ناحیه العبادیه (به عربی: دائرة العبادیة) یک ناحیه در الجزایر است که در استان عین الدفلی واقع شده‌است.